# Roberto Mieres
Roberto Casimiro Mieres Dasso, detto Bitito (Mar del Plata, 3 dicembre 1924 – Punta del Este, 26 gennaio 2012), è stato un pilota automobilistico argentino.

## Risultati in Formula 1
| 1953 | Scuderia      | Vettura |  |  |     |  |     |  |  |  |   | Punti | Pos. |
| ---- | ------------- | ------- |  |  | --- |  | --- |  |  |  | - | ----- | ---- |
| 1953 | Simca-Gordini | T16     |  |  | Rit |  | Rit |  |  |  | 6 | 0     |      |

| 1954 | Scuderia       | Vettura        |     |  |     |     |   |     |   |     |   | Punti | Pos. |
| ---- | -------------- | -------------- | --- |  | --- | --- | - | --- | - | --- | - | ----- | ---- |
| 1954 | Roberto Mieres | Maserati A6GCM | Rit |  | Rit | Rit | 6 | Rit | 4 | Rit | 4 | 6     | 11º  |

| 1955 | Scuderia | Vettura |   |     |  |   |   |     |   |  |  | Punti | Pos. |
| ---- | -------- | ------- | - | --- |  | - | - | --- | - |  |  | ----- | ---- |
| 1955 | Maserati | 250F    | 5 | Rit |  | 5 | 4 | Rit | 7 |  |  | 7     | 8º   |

| Legenda | 1º posto     | 2º posto | 3º posto    | A punti         | Senza punti/Non class.  | Grassetto – Pole position Corsivo – Giro più veloce |
| Legenda | Squalificato | Ritirato | Non partito | Non qualificato | Solo prove/Terzo pilota | Grassetto – Pole position Corsivo – Giro più veloce |